# Međužupanijska nogometna liga Osijek – Vinkovci
Međužupanijska nogometna liga Osijek – Vinkovci je peti stupanj nogometnih natjecanja u Hrvatskoj. Ova liga nastala je 2011. nakon ukidanja 4. HNL – Istok. Odlukom Hrvatskog nogometnog saveza ova je liga ukinuta po završetku prvenstva 2014./15., ali je ponovno aktivirana 2019., nakon što je rasformirana Međužupanijska nogometna liga Slavonije i Baranje.
U ligi sudjeluju nogometni klubovi s područja Osječko-baranjske i Vukovarsko-srijemske županije. Prvoplasirani klub prelazi u viši razred – 3. NL – Istok, a posljednji ispada u 1. ŽNL Osječko-baranjsku ili 1. ŽNL Vukovarsko-srijemsku, ovisno o teritorijalnoj pripadnosti.

## MŽNL Osijek – Vinkovci 2024./25.
| Klub              | Mjesto            |
| ----------------- | ----------------- |
| ŠNK Baranja-Belje | Beli Manastir     |
| NK Borac          | Bobota            |
| NK Darda          | Darda             |
| NK Dilj           | Vinkovci          |
| NK Jedinstvo      | Donji Miholjac    |
| NK Mladost        | Satnica Đakovačka |
| NK Mladost        | Vođinci           |
| NK Otok           | Otok              |
| HNK Radnički      | Mece              |
| NK Radnički       | Županja           |
| NK Slavonija      | Soljani           |
| NK Sloga          | Štitar            |
| NK Šokadija       | Babina Greda      |
| NK Vardarac       | Vardarac          |
| ŠNK Višnjevac     | Višnjevac         |
| NK Zrinski        | Bošnjaci          |

### Dosadašnji pobjednici od sezone 2011./12.
| Sezona    | Razred | Prvak           | Mjesto               |
| --------- | ------ | --------------- | -------------------- |
| 2011./12. | 4.     | NK Bedem        | Ivankovo             |
| 2012./13. | 4.     | NK Bobota Agrar | Bobota               |
| 2013./14. | 4.     | NK Zrinski      | Jurjevac Punitovački |
| 2014./15. | 5.     | NK Darda        | Darda                |
| 2019./20. | 4.     | NK Valpovka     | Valpovo              |
| 2020./21. | 4.     | NK Darda        | Darda                |
| 2021./22. | 4.     | NK Valpovka     | Valpovo              |
| 2022./23. | 5.     | NK Tomislav     | Cerna                |
| 2023./24. | 5.     | NK Radnički     | Dalj                 |